# Tretji koncil v Toledu
Tretji koncil v Toledu se je začel sedmega aprila leta 589 v mestu Toledo na Iberskem polotoku. Vizigotsko kraljestvo je v tem času imelo duhovno in teritorialno središče ravno v Toledu. Predvsem je to čas, ko so prenehali z arijanstvom in se spreobrnili v katolicizem – vero, ki so jo sprejemali ostali hispanoromani. Uradno je kralj Rekared I. prestopil v katoliško vero in opustil arianizem. Spreobrnil je Gote in Keltibere v katolicizem. Nekaj arijanskih škofov se je odreklo svoji hereziji. Nasledniki Rekareda I. so bili zagovorniki te nove uradne vere, oni so potem tudi izbrali C. Ermevegilda.

## Potek koncila
Takoj, ko so se škofje zbrali v Toledu jim je kralj Rekared I. sporočil, da je prepovedal sinode in kakršnakoli zborovanja škofov. V nadaljevanju so škofje prenehali s postom v roku treh dni. Osmega maja 589 so se škofje spet zbrali, po zgledu cesarja Konstantina iz koncila v Nici pa je med njimi sedel tudi kralj. po zgledu cesarja Konstantina iz koncila v Nici. Po molitvi je Rekared I. oznanil, da se je njegova spreobrnitev zgodila le nekaj dni po smrti očeta, čeprav se je to očitno zgodilo 10 mesecev pozneje od smrti Leovigilda. Notar je nato nadaljeval z branjem kraljeve izjave, v kateri je razglasil prekinitev arijanstva in priznaval avtoriteto koncila iz Nice, Konstantinopla, Efeza, in Kalcedonija. Poudaril je tudi, da je on pomagal pri spreobrnitvi Gotov in Keltiberov in da oba naroda potrebujeta pojasnila in razlago te nove vere s strani Cerkve. Ta dokument sta nato podpisala kralj in kraljica. Škofje so slavili in priznali Boga in kralja. Eden od škofov je nagovoril udeležence zbora – škofe, ostalih članov duhovščine, visoko vizigotsko plemstvo, ki se je tudi spreobrnilo. Vsi skupaj so nat obsodili in razglasili arijanstvo kot krivoverstvo v 23. členih. Zbora se je udeležilo 72 škofov, osebno ali pa prek delegatov (poleg petih metropolitov), glavni osebnosti sta bili Leandro de Sevilla – domnevni pobudnik k spreobrnitvi Hermenegilda) in opat iz samostana servitano, Eutropio. Pravila, ki so bila sprejeta na zboru so predstavljala neko novo ustavo, sploh zaradi arijanstva, ki se ni zavzemal samo za cerkvene zadeve. To so spremenili v zakone, ki jih je Recaredo I. izdal v posebnem dokumentu oziroma razglasu o potrditvi koncila, v katerem so naložili kazni za zaplembo premoženja ali izgnanstva tistim, ki se niso ravnali v skladu s sklepi koncila. Bilo je potrjeno, da so deželna zborovanja letno nadzorovala lokalne sodnike in zastopnike lastnin iz državne blagajne. Predvsem pa so morali kralju poročati o kakršnihkoli kršitvah. Eden izmed sprejetih zakonov je bil tudi, da je bila ženska, ki je živela z duhovnikom bila prodana kot sužnja, dobljen denar pa je bil predan naprej revnim ljudem. V uvedbo novih zakonov, ki so bili posvetne narave, so bili vključeni tudi škofje. V primeru poganstva ali detomora so morali škofje skupaj s sodniki preiskati zadevo in kaznovati. Tako se je moč škofov neverjetno povečala in njihov vpliv na hispanoromane v Vizigotski monarhiji.

## El Filioque del Credo
Za besedo Filioque v slovenščini nimamo posebnega izraza, v dobesednem prevodu pa pomeni in Sina ali skupaj s Sinom. Vse skupaj prihaja iz nicejsko-carigrajske veroizpovedi in z njo so poudarili razliko med krščanstvom in arianizmom. Pomemben vidik tega koncila je bil, ker so dodali klavzulo Filioque – kar se prevaja kot «in Sina». Nicejsko – carigrajska veroizpoved je nato zagovarjala, da Sveti Duh ne izhaja le iz Očeta ampak tudi Sina. Vsi rokopisi niso upoštevali nove klavzule. Po tretjem koncilu v Toledu se je klavzula razširila po celotni Španiji, Franciji, Nemčiji in severu Italije. Leta 1014 pa je bila sprejeta tudi v Rimu, kar je po razkolu leta 1054 veljalo za glavno utemeljitev ločitve od vzhodne cerkve.